# Нейлсон, Санди
Сандра Линн Нейлсон (англ. Sandra Lynn Neilson, в замужестве Белл, англ. Bell; род. 20 марта 1956, Бербанк, Калифорния) — американская пловчиха, трёхкратная чемпионка летних Олимпийских игр 1972 года, двукратная чемпионка Панамериканских игр.

## Биография

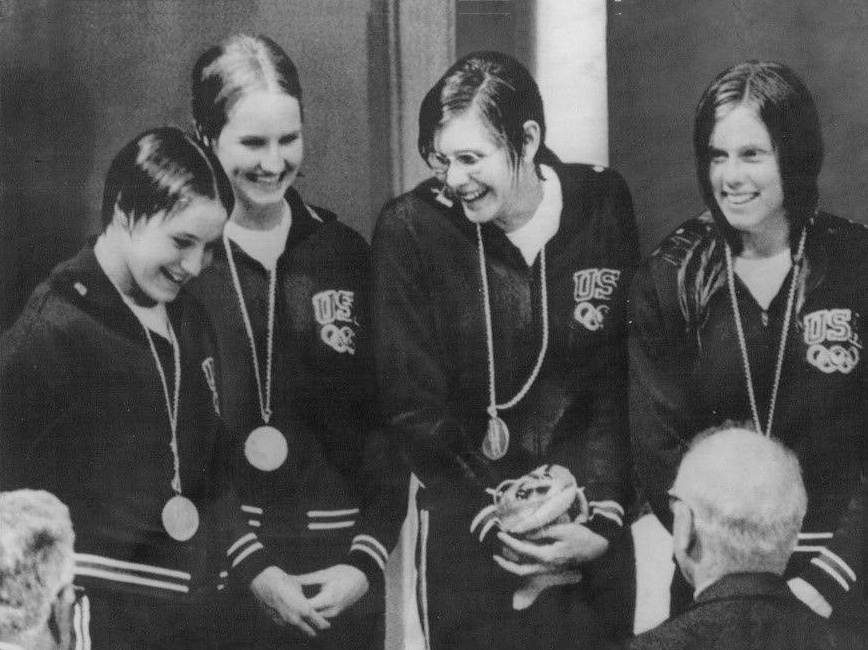
Нейлсон в составе сборной США в комбинированной эстафете

Сандра Линн Нейлсон родилась в 1956 году. Она выросла в городе Эль-Монте. С 10 лет плавала за клуб El Monte Aquatics Club, её тренером был Дон Ламонт. В 1971 году 15-летняя Нейлсон установила рекорд США в плавании на 100 ярдов вольным стилем и выиграла золотые медали на дистанциях 100 метров вольным стилем и в эстафете 4×100 метров вольным стилем в составе сборной США на Панамериканских играх в Кали, Колумбия.
На летних Олимпийских играх 1972 года в Мюнхене Нейлсон победила на дистанции 100 м вольных стилем, а также в составе сборной США в эстафете 4×100 метров вольным стилем и в комбинированной эстафете 4×100 метров. На дистанции 100 м ей неожиданно удалось обойти первых пловчих мира соотечественницу Ширли Бабашофф и австралийку Шейн Гоулд. По воспоминаниям Нейлсон, после теракта на Олимпийских играх в Мюнхене она позвонила родителям, потому что боялась никогда их больше не увидеть.
После Олимпийских игр Нейлсон завершила карьеру, однако вернулась в плавание в 1981 году. Сандра окончила Калифорнийский университет в Санта-Барбаре. Она вышла замуж за своего тренера Кита Белла, у них родилось четверо детей. Супруги основали организацию American Swimming Association. Белл много раз побеждала на национальных чемпионатах по плаванию среди различных возрастных групп и пыталась квалифицироваться для участия в Олимпийских играх 1988 и 1992 годов.
За свою карьеру Сандра Белл установила три мировых рекорда в составе сборной США в эстафетах. В 1986 году она была включена в Зал Славы мирового плавания.